# Bicentenaria
Bicentenaria (що означає «двохсотрічний ювілей»; названий на честь 200-річчя Травневої революції 1810 року в Аргентині) — це вимерлий рід м'ясоїдних целрозаврів-тероподів, які жили під час ранньої пізньокрейдяної (сеноманської) формації Канделерос в Аргентині. Він містить типовий вид B. argentina. Bicentenaria — це досить маленький двоногий хижий саврій, довжина тіла якого оцінюється в 2,5–3 метри.

## Галерея

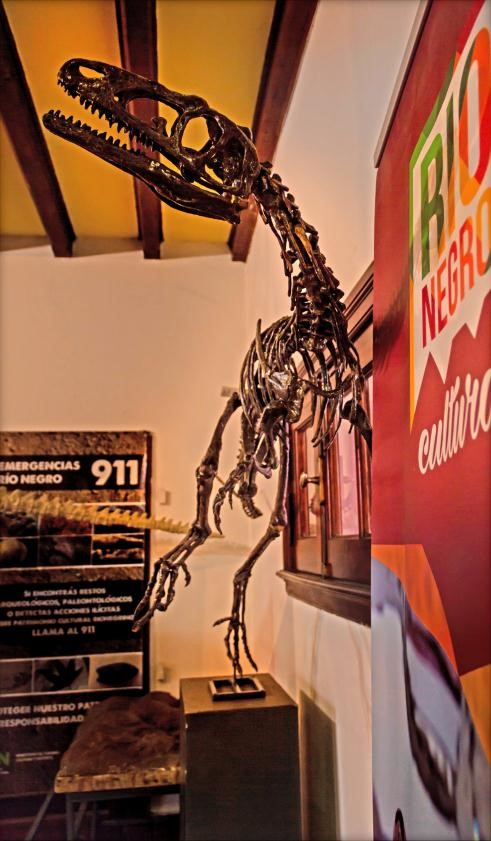
Реконструйований скелет
Порівняння розмірів
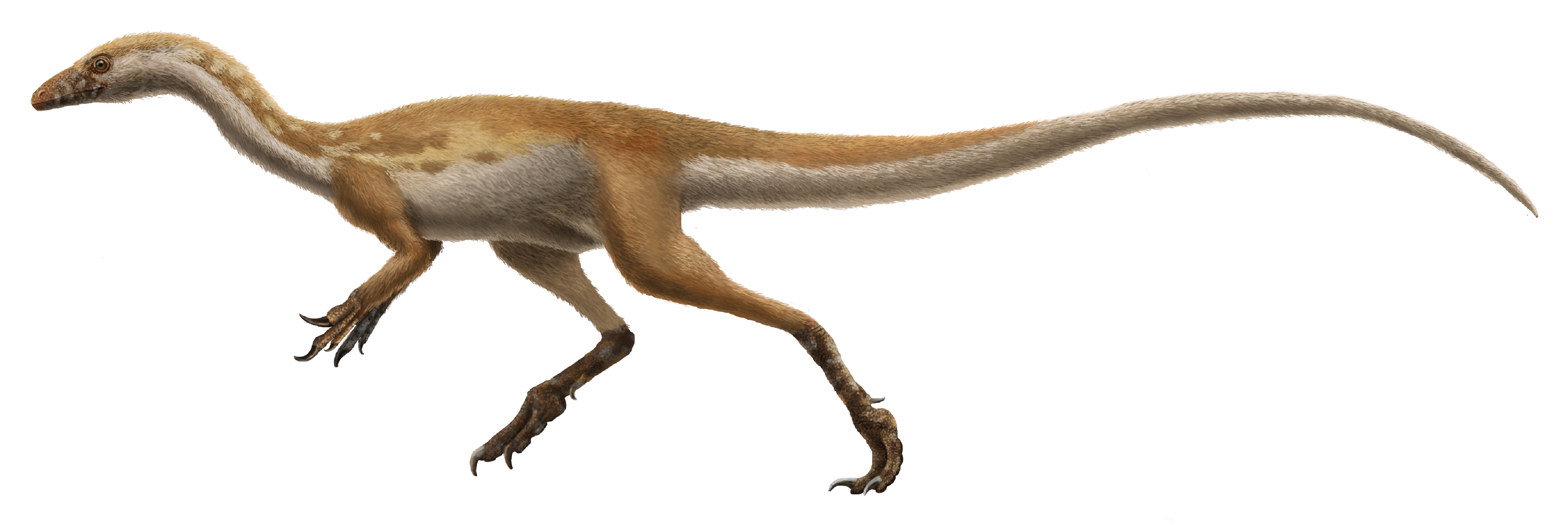
Реставрація зовнішності